# Adefovir
L'Adefovir è un farmaco usato per il trattamento delle infezioni da epatite B e del 
virus dell'herpes simplex. È un analogo nucleotidico inibitore della DNA polimerasi (RNA-dipendente) e viene somministrato per via orale.